# Vieux Carré
För andra betydelser, se Vieux Carré (olika betydelser).
Vieux Carré Jazzmen var en svensk jazzgrupp från Helsingborg. Ej att förväxla med den Newcastle-baserade gruppen med samma namn och likartad repertoar.
Vieux Carré leddes av trumpetaren Arne Olsson. Gruppen medverkade i Stellan Olssons TV-serier Julia och nattpappan (1971) och Pappa Pellerins dotter (1974) samt i Per Oscarssons långfilm Ebon Lundin (1973), i den sistnämnda med sång av Monica Törnell.

## Diskografi
- 1969 – Vieux Carré Jazzmen (EP, JF-Records FREP 6903)[1]
- 1971 – Påminnelser från Olsson och grabbarna (LP, Telestar TRS 11109)[2]
- 1972 – Julia och nattpappan (LP, Silence Records SRS 4613)[3]
- 1973 – Vieux Carré med Britt-Inger Bergström (LP, Playback PBLP 104)[4]